# Вакканай (аеропорт)
Аеропорт Вакканай (яп. 稚内空港, わっかないくうこう, вакканай куко; англ. Wakkanai Airport) — державний вузловий міжнародний аеропорт в Японії, розташований в місті Вакканай префектури Хоккайдо, на узбережжі затоки Соя. Розпочав роботу з 1960 року. Спеціалізується на внутрішніх та міжнародних авіаперевезеннях.